# Élections départementales de 2021 dans les Alpes-Maritimes
Les élections départementales de 2021 dans les Alpes-Maritimes ont lieu les 20 et 27 juin. La droite, menée par Charles Ange Ginésy (LR), remporte à nouveau une majorité des sièges au conseil départemental, avec plus de 60 % des voix au second tour.

## Contexte départemental

### Assemblée départementale sortante
Avant les élections, le conseil départemental des Alpes-Maritimes est présidé par Charles Ange Ginésy (LR). Il comprend 54 conseillers départementaux issus des 27 cantons de Alpes-Maritimes.
| Président du conseil départemental   |       |       |      |                          |
| Charles Ange Ginésy (LR)             |       |       |      |                          |
| Parti                                | Sigle | Sigle | Élus | Groupes                  |
| Majorité (50 sièges)                 |       |       |      |                          |
| Les Républicains                     |       | LR    | 40   | Alpes-Maritimes ensemble |
| Union des démocrates et indépendants |       | UDI   | 6    | Alpes-Maritimes ensemble |
| Divers droite                        |       | DVD   | 3    | Alpes-Maritimes ensemble |
| La République en marche              |       | LREM  | 1    | Alpes-Maritimes ensemble |
| Opposition (4 sièges)                |       |       |      |                          |
| Parti communiste français            |       | PCF   | 2    | Front de gauche          |
| Parti socialiste                     |       | PS    | 1    | Socialiste et écologiste |
| Europe Écologie Les Verts            |       | EÉLV  | 1    | Socialiste et écologiste |

## Système électoral
Les élections ont lieu au scrutin majoritaire binominal à deux tours. Le système est paritaire : les candidatures sont présentées sous la forme d'un binôme composé d'une femme et d'un homme avec leurs suppléants (une femme et un homme également).
Pour être élu au premier tour, un binôme doit obtenir la majorité absolue des suffrages exprimés et un nombre de suffrages au moins égal à 25 % des électeurs inscrits. Si aucun binôme n'est élu au premier tour, seuls peuvent se présenter au second tour les binômes qui ont obtenu un nombre de suffrages au moins égal à 12,5 % des électeurs inscrits, sans possibilité pour les binômes de fusionner. Est élu au second tour le binôme qui obtient le plus grand nombre de voix.

## Résultats à l'échelle du département

### Taux de participation
À 12h, le taux de participation sur le département est de 11,62 % en baisse par rapport à 2015.
À 17h le taux est de 25,48 % en baisse par rapport au 42% de 2015 à la même heure.

### Résultats par nuances du ministère de l'Intérieur
Les nuances utilisées par le ministère de l'Intérieur ne tiennent pas compte des alliances locales.
| Binômes                  | Binômes                             | Binômes                  | Premier tour | Premier tour | Premier tour | Second tour | Second tour   | Second tour | Total | +/-           |  |
| Binômes                  | Binômes                             | Binômes                  | Voix         | %            | Sièges       | Voix        | %             | Sièges      | Total | +/-           |  |
| ------------------------ | ----------------------------------- | ------------------------ | ------------ | ------------ | ------------ | ----------- | ------------- | ----------- | ----- | ------------- |  |
|                          | Union à droite                      | UD                       | 109 339      | 43,45        | 4            | 149 675     | 60,21         | 46          | 50    | 6             |  |
|                          | Rassemblement national              | RN                       | 72 893       | 28,97        | 0            | 80 063      | 32,21         | 0           | 0     | en stagnation |  |
|                          | Union à gauche avec des écologistes | UGE                      | 17 693       | 7,03         | 0            | 6 695       | 2,69          | 2           | 2     | 2             |  |
|                          | Divers droite                       | DVD                      | 8 283        | 3,29         | 0            | 5 770       | 2,32          | 2           | 2     | 2             |  |
|                          | Parti communiste français           | COM                      | 4 669        | 1,86         | 0            | 6 371       | 2,56          | 0           | 0     | 2             |  |
|                          | Union à gauche                      | UG                       | 10 745       | 4,27         | 0            |             |               |             | 0     | en stagnation |  |
|                          | Union au centre                     | UC                       | 8 301        | 3,30         | 0            | 0           | en stagnation |             |       |               |  |
|                          | Divers gauche                       | DVG                      | 7 568        | 3,01         | 0            | 0           | en stagnation |             |       |               |  |
|                          | Écologistes                         | ECO                      | 4 560        | 1,81         | 0            | 0           | en stagnation |             |       |               |  |
|                          | La République en marche             | REM                      | 1 985        | 0,79         | 0            | 0           | en stagnation |             |       |               |  |
|                          | Droite souverainiste                | DSV                      | 391          | 0,16         | 0            | 0           | en stagnation |             |       |               |  |
|                          | Divers                              | DIV                      | 5 193        | 2,06         | 0            | 0           | en stagnation |             |       |               |  |
|                          |                                     |                          |              |              |              |             |               |             |       |               |  |
| Suffrages exprimés       | Suffrages exprimés                  | Suffrages exprimés       | 251 620      | 96,10        |              | 248 574     | 94,64         |             |       |               |  |
| Votes blancs             | Votes blancs                        | Votes blancs             | 6 869        | 2,62         | 9 775        | 3,72        |               |             |       |               |  |
| Votes nuls               | Votes nuls                          | Votes nuls               | 3 338        | 1,27         | 4 292        | 1,63        |               |             |       |               |  |
| Total                    | Total                               | Total                    | 261 827      | 100          | 4            | 262 641     | 100           | 50          | 54    | en stagnation |  |
| Abstentions              | Abstentions                         | Abstentions              | 469 076      | 65,45        |              | 435 758     | 62,39         |             |       |               |  |
| Inscrits / participation | Inscrits / participation            | Inscrits / participation | 757 903      | 34,55        | 698 399      | 37,61       |               |             |       |               |  |

### Élus par canton
| Canton               | Conseiller sortant         | Parti | Parti | Conseiller élu            | Parti | Parti |
| -------------------- | -------------------------- | ----- | ----- | ------------------------- | ----- | ----- |
| Antibes-1            | Georges Roux               |       | LR    | Kévin Luciano             |       | LR    |
| Antibes-1            | Michelle Salucki           |       | UDI   | Françoise Thomel          |       | LR    |
| Antibes-2            | Alexandra Borchio-Fontimp  |       | LR    | Alexandra Borchio-Fontimp |       | LR    |
| Antibes-2            | Jacques Gente              |       | LR    | Jacques Gente             |       | LR    |
| Antibes-3            | Sophie Deschaintres        |       | UDI   | Jean-Pierre Dermit        |       | LR    |
| Antibes-3            | Jacques Bartoletti         |       | LR    | Sophie Nasica             |       | LR    |
| Beausoleil           | Xavier Beck                |       | LR    | Xavier Beck               |       | LR    |
| Beausoleil           | Sabrina Ferrand            |       | UDI   | Sabrina Ferrand           |       | UDI   |
| Cagnes-sur-Mer-1     | Roland Constant            |       | LR    | Roland Constant           |       | LR    |
| Cagnes-sur-Mer-1     | Josiane Piret              |       | DVD   | Carine Papy               |       | LR    |
| Cagnes-sur-Mer-2     | Joseph Segura              |       | LR    | Pierette Alberici         |       | LR    |
| Cagnes-sur-Mer-2     | Vanessa Siegel             |       | LR    | Joseph Segura             |       | LR    |
| Cannes-1             | Joëlle Arini               |       | LR    | Joëlle Arini              |       | LR    |
| Cannes-1             | Frank Chikli               |       | LR    | Frank Chikli              |       | LR    |
| Cannes-2             | Chantal Azémar-Morandini   |       | LR    | David Lisnard             |       | LR    |
| Cannes-2             | David Lisnard              |       | LR    | Alexandra Martin          |       | LR    |
| Le Cannet            | Françoise Duhalde-Guignard |       | LR    | Didier Carretero          |       | LR    |
| Le Cannet            | Patrick Tambay             |       | LR    | Fleur Frison-Roche        |       | LR    |
| Contes               | Valérie Tomasini           |       | PCF   | Céline Duquesne           |       | DVD   |
| Contes               | Francis Tujague            |       | PCF   | Sébastien Olharan         |       | LR    |
| Grasse-1             | Michèle Olivier            |       | LR    | Michèle Olivier           |       | LR    |
| Grasse-1             | Jérôme Viaud               |       | LR    | Jérôme Viaud              |       | LR    |
| Grasse-2             | Marie-Louise Gourdon       |       | PS    | Marie-Louise Gourdon      |       | PS    |
| Grasse-2             | Jean-Raymond Vinciguerra   |       | EÉLV  | Mathieu Panciatici        |       | EÉLV  |
| Mandelieu-la-Napoule | David Konopnicki           |       | LR    | David Konopnicki          |       | LR    |
| Mandelieu-la-Napoule | Michèle Paganin            |       | LR    | Michèle Paganin           |       | LR    |
| Menton               | Martine Casério            |       | LR    | Gabrielle Bineau          |       | LR    |
| Menton               | Patrick Cesari             |       | LR    | Patrick Cesari            |       | LR    |
| Nice-1               | Françoise Monier           |       | LR    | Valérie Sergi             |       | LR    |
| Nice-1               | Auguste Verola             |       | LR    | Auguste Verola            |       | LR    |
| Nice-2               | Bernard Asso               |       | LR    | Bernard Asso              |       | LR    |
| Nice-2               | Valérie Sergi              |       | LR    | Françoise Monier          |       | LR    |
| Nice-3               | Sylvie Servella-Cippolini  |       | LR    | Yannick Bernard           |       | DVD   |
| Nice-3               | Charles Scibetta           |       | DVD   | Pascale Guit-Nicol        |       | DVD   |
| Nice-4               | Bernard Baudin             |       | LR    | Caroline Migliore         |       | LR    |
| Nice-4               | Nicole Merlino-Manzino     |       | UDI   | Philippe Pradal           |       | LR    |
| Nice-5               | Franck Martin              |       | LR    | Franck Martin             |       | LR    |
| Nice-5               | Catherine Moreau           |       | UDI   | Catherine Moreau          |       | UDI   |
| Nice-6               | Lauriano Azinheirinha      |       | UDI   | Jean-Pierre Lafitte       |       | LR    |
| Nice-6               | Martine Ouaknine           |       | LR    | Martine Ouaknine          |       | LR    |
| Nice-7               | Honoré Colomas             |       | LR    | Jean-Jacques Carlin       |       | DVD   |
| Nice-7               | Fatima Khaldi-Bououghroum  |       | LR    | Fatima Khaldi-Bououghroum |       | LR    |
| Nice-8               | Anne Ramos                 |       | LR    | Bernard Chaix             |       | LR    |
| Nice-8               | Philippe Rossini           |       | UDI   | Anne Ramos                |       | LR    |
| Nice-9               | Janine Gilletta            |       | LR    | Gaëlle Frontoni           |       | LR    |
| Nice-9               | Philippe Soussi            |       | LREM  | Philippe Soussi           |       | LREM  |
| Tourrette-Levens     | Éric Ciotti                |       | LR    | Éric Ciotti               |       | LR    |
| Tourrette-Levens     | Caroline Migliore          |       | LR    | Christelle d'Intorni      |       | LR    |
| Valbonne             | Anne-Marie Dumont          |       | LR    | Vanessa Lellouche         |       | LR    |
| Valbonne             | Gérald Lombardo            |       | LR    | Gérald Lombardo           |       | LR    |
| Vence                | Charles Ange Ginésy        |       | LR    | Charles Ange Ginésy       |       | LR    |
| Vence                | Anne Sattonnet             |       | LR    | Anne Sattonnet            |       | LR    |
| Villeneuve-Loubet    | Marie Benassayag           |       | LR    | Marie Benassayag          |       | LR    |
| Villeneuve-Loubet    | Michel Rossi               |       | LR    | Michel Rossi              |       | LR    |

## Résultats par canton
Les binômes sont présentés par ordre décroissant des résultats au premier tour. En cas de victoire au second tour du binôme arrivé en deuxième place au premier, ses résultats sont indiqués en gras.

### Canton d'Antibes-1
| Candidats                | Candidats                | Partis                   | Nuance                   | Premier tour | Premier tour | Second tour | Second tour |
| Candidats                | Candidats                | Partis                   | Nuance                   | Voix         | %            | Voix        | %           |
| ------------------------ | ------------------------ | ------------------------ | ------------------------ | ------------ | ------------ | ----------- | ----------- |
|                          | Kévin Luciano            | LR                       | UD                       | 3 000        | 36,63        | 5 686       | 65,55       |
|                          | Françoise Thomel         | LR                       | UD                       | 3 000        | 36,63        | 5 686       | 65,55       |
|                          | Dorette Landerer         | RN                       | RN                       | 2 162        | 26,40        | 2 988       | 34,45       |
|                          | Lionel Tivoli            | RN                       | RN                       | 2 162        | 26,40        | 2 988       | 34,45       |
|                          | Michel Manago            | DVD                      | DVD                      | 1 180        | 14,41        |             |             |
|                          | Michelle Salucki         | DVD                      | DVD                      | 1 180        | 14,41        |             |             |
|                          | Aline Abravanel          | LREM                     | UC                       | 741          | 9,05         |             |             |
|                          | Cédric Bourgon           | LREM                     | UC                       | 741          | 9,05         |             |             |
|                          | Karim Della Sudda        | G.s                      | UG                       | 706          | 8,62         |             |             |
|                          | Michelle Jayet           | PCF                      | UG                       | 706          | 8,62         |             |             |
|                          | Michèle Benefice         | SE                       | DIV                      | 401          | 4,90         |             |             |
|                          | Christophe Zunino        | SE                       | DIV                      | 401          | 4,90         |             |             |
|                          |                          |                          |                          |              |              |             |             |
| Suffrages exprimés       | Suffrages exprimés       | Suffrages exprimés       | Suffrages exprimés       | 8 190        | 96,51        | 8 674       | 93,89       |
| Votes blancs             | Votes blancs             | Votes blancs             | Votes blancs             | 180          | 2,12         | 361         | 3,91        |
| Votes nuls               | Votes nuls               | Votes nuls               | Votes nuls               | 116          | 1,37         | 203         | 2,20        |
| Total                    | Total                    | Total                    | Total                    | 8 486        | 100          | 9 238       | 100         |
| Abstention               | Abstention               | Abstention               | Abstention               | 17 473       | 67,31        | 16 721      | 64,41       |
| Inscrits / participation | Inscrits / participation | Inscrits / participation | Inscrits / participation | 25 959       | 32,69        | 25 959      | 35,59       |

### Canton d'Antibes-2
| Candidats                | Candidats                 | Partis                   | Nuance                   | Premier tour | Premier tour | Second tour | Second tour |
| Candidats                | Candidats                 | Partis                   | Nuance                   | Voix         | %            | Voix        | %           |
| ------------------------ | ------------------------- | ------------------------ | ------------------------ | ------------ | ------------ | ----------- | ----------- |
|                          | Alexandra Borchio-Fontimp | LR                       | UD                       | 2 846        | 40,91        | 5 133       | 68,19       |
|                          | Jacques Gente             | LR                       | UD                       | 2 846        | 40,91        | 5 133       | 68,19       |
|                          | Cyril Aussenac            | RN                       | RN                       | 2 104        | 30,24        | 2 394       | 31,81       |
|                          | Lina Latouche             | RN                       | RN                       | 2 104        | 30,24        | 2 394       | 31,81       |
|                          | Khadija Aouami            | LREM                     | REM                      | 1 055        | 15,16        |             |             |
|                          | François Zema             | LREM                     | REM                      | 1 055        | 15,16        |             |             |
|                          | Alexia Barthelemy         | LFI                      | UG                       | 952          | 13,68        |             |             |
|                          | Arnaud Delcasse           | GRS                      | UG                       | 952          | 13,68        |             |             |
|                          |                           |                          |                          |              |              |             |             |
| Suffrages exprimés       | Suffrages exprimés        | Suffrages exprimés       | Suffrages exprimés       | 6 957        | 96,09        | 7 527       | 95,68       |
| Votes blancs             | Votes blancs              | Votes blancs             | Votes blancs             | 246          | 3,40         | 278         | 353         |
| Votes nuls               | Votes nuls                | Votes nuls               | Votes nuls               | 37           | 0,51         | 62          | 0,79        |
| Total                    | Total                     | Total                    | Total                    | 7 240        | 100          | 7 867       | 100         |
| Abstention               | Abstention                | Abstention               | Abstention               | 14 354       | 66,47        | 13 734      | 63,58       |
| Inscrits / participation | Inscrits / participation  | Inscrits / participation | Inscrits / participation | 21 594       | 33,53        | 21 601      | 36,42       |

### Canton d'Antibes-3
| Candidats                | Candidats                   | Partis                   | Nuance                   | Premier tour | Premier tour | Second tour | Second tour |
| Candidats                | Candidats                   | Partis                   | Nuance                   | Voix         | %            | Voix        | %           |
| ------------------------ | --------------------------- | ------------------------ | ------------------------ | ------------ | ------------ | ----------- | ----------- |
|                          | Jean-Pierre Dermit          | LR                       | UD                       | 3 894        | 44,58        | 6 801       | 72,84       |
|                          | Sophie Nasica               | LR                       | UD                       | 3 894        | 44,58        | 6 801       | 72,84       |
|                          | Dominique Dermy             | RN                       | RN                       | 2 119        | 25,41        | 2 536       | 27,16       |
|                          | Marie-Christine Montanarini | RN                       | RN                       | 2 119        | 25,41        | 2 536       | 27,16       |
|                          | Michèle Muratore            | PS                       | UG                       | 1 691        | 19,36        |             |             |
|                          | Patrick Singery             | PCF                      | UG                       | 1 691        | 19,36        |             |             |
|                          | Marie-Paule Epplin          | LREM                     | REM                      | 930          | 10,65        |             |             |
|                          | Michel Weissgerber          | LREM                     | REM                      | 930          | 10,65        |             |             |
|                          |                             |                          |                          |              |              |             |             |
| Suffrages exprimés       | Suffrages exprimés          | Suffrages exprimés       | Suffrages exprimés       | 8 734        | 97,08        | 9 337       | 94,78       |
| Votes blancs             | Votes blancs                | Votes blancs             | Votes blancs             | 214          | 2,38         | 373         | 3,79        |
| Votes nuls               | Votes nuls                  | Votes nuls               | Votes nuls               | 49           | 0,54         | 141         | 1,43        |
| Total                    | Total                       | Total                    | Total                    | 8 997        | 100          | 9 851       | 100         |
| Abstention               | Abstention                  | Abstention               | Abstention               | 16 783       | 65,10        | 15 934      | 61,80       |
| Inscrits / participation | Inscrits / participation    | Inscrits / participation | Inscrits / participation | 25 780       | 34,90        | 25 785      | 38,20       |

### Canton de Beausoleil
| Candidats                | Candidats                   | Partis                   | Nuance                   | Premier tour | Premier tour | Deuxième tour | Deuxième tour |
| Candidats                | Candidats                   | Partis                   | Nuance                   | Voix         | %            | Voix          | %             |
| ------------------------ | --------------------------- | ------------------------ | ------------------------ | ------------ | ------------ | ------------- | ------------- |
|                          | Xavier Beck                 | LR                       | UD                       | 3 726        | 54,80        | 4 916         | 66,52         |
|                          | Sabrina Ferrand             | UDI                      | UD                       | 3 726        | 54,80        | 4 916         | 66,52         |
|                          | Sandrine Manfredi-Cavallère | RN                       | RN                       | 2 256        | 33,23        | 2 474         | 33,48         |
|                          | Mickaël Rosellini           | RN                       | RN                       | 2 256        | 33,23        | 2 474         | 33,48         |
|                          | Arnalde Bruciamacchie       | PCF                      | UG                       | 813          | 11,97        |               |               |
|                          | Zohra Yousfi                | LFI                      | UG                       | 813          | 11,97        |               |               |
|                          |                             |                          |                          |              |              |               |               |
| Suffrages exprimés       | Suffrages exprimés          | Suffrages exprimés       | Suffrages exprimés       | 6 790        | 96,34        | 7 390         | 95,45         |
| Votes blancs             | Votes blancs                | Votes blancs             | Votes blancs             | 152          | 2,16         | 191           | 2,47          |
| Votes nuls               | Votes nuls                  | Votes nuls               | Votes nuls               | 106          | 1,50         | 161           | 2,08          |
| Total                    | Total                       | Total                    | Total                    | 7 048        | 100          | 7 742         | 100           |
| Abstention               | Abstention                  | Abstention               | Abstention               | 14 689       | 67,58        | 14 000        | 64,39         |
| Inscrits / participation | Inscrits / participation    | Inscrits / participation | Inscrits / participation | 21 737       | 32,42        | 21 742        | 35,61         |

### Canton de Cagnes-sur-Mer-1
| Candidats                | Candidats                | Partis                   | Nuance                   | Premier tour | Premier tour | Second tour | Second tour |
| Candidats                | Candidats                | Partis                   | Nuance                   | Voix         | %            | Voix        | %           |
| ------------------------ | ------------------------ | ------------------------ | ------------------------ | ------------ | ------------ | ----------- | ----------- |
|                          | Caroline André           | RN                       | RN                       | 3 091        | 35,62        | 4 182       | 43,06       |
|                          | Cyril Tribuiani          | RN                       | RN                       | 3 091        | 35,62        | 4 182       | 43,06       |
|                          | Roland Constant          | LR                       | UD                       | 2 472        | 28,49        | 5 529       | 56,94       |
|                          | Carine Papy              | LR                       | UD                       | 2 472        | 28,49        | 5 529       | 56,94       |
|                          | Émile de La Torre        | DVD                      | DVD                      | 980          | 11,29        |             |             |
|                          | Josiane Piret            | DVD                      | DVD                      | 980          | 11,29        |             |             |
|                          | Cédric Garoyan           | PCF                      | DVG                      | 926          | 10,67        |             |             |
|                          | Christine Tordo          | DVG                      | DVG                      | 926          | 10,67        |             |             |
|                          | Yael Casbi               | EÉLV                     | ECO                      | 902          | 10,39        |             |             |
|                          | Pierre Piacentini        | EÉLV                     | ECO                      | 902          | 10,39        |             |             |
|                          | Camille Moriconi         | DVD                      | DVD                      | 307          | 3,54         |             |             |
|                          | Sophie Rouy              | DVD                      | DVD                      | 307          | 3,54         |             |             |
|                          |                          |                          |                          |              |              |             |             |
| Suffrages exprimés       | Suffrages exprimés       | Suffrages exprimés       | Suffrages exprimés       | 8 678        | 96,74        | 9 711       | 95,25       |
| Votes blancs             | Votes blancs             | Votes blancs             | Votes blancs             | 178          | 1,98         | 318         | 3,12        |
| Votes nuls               | Votes nuls               | Votes nuls               | Votes nuls               | 114          | 1,27         | 166         | 1,63        |
| Total                    | Total                    | Total                    | Total                    | 8 970        | 100          | 10 195      | 100         |
| Abstention               | Abstention               | Abstention               | Abstention               | 18 656       | 67,53        | 17 439      | 63,11       |
| Inscrits / participation | Inscrits / participation | Inscrits / participation | Inscrits / participation | 27 626       | 32,47        | 27 634      | 36,89       |

### Canton de Cagnes-sur-Mer-2
| Candidats                | Candidats                | Partis                   | Nuance                   | Premier tour | Premier tour | Second tour | Second tour |
| Candidats                | Candidats                | Partis                   | Nuance                   | Voix         | %            | Voix        | %           |
| ------------------------ | ------------------------ | ------------------------ | ------------------------ | ------------ | ------------ | ----------- | ----------- |
|                          | Pierette Alberici        | LR                       | UD                       | 6 182        | 54,64        | 7 874       | 62,64       |
|                          | Joseph Segura            | LR                       | UD                       | 6 182        | 54,64        | 7 874       | 62,64       |
|                          | Sandrine Belot           | RN                       | RN                       | 4 008        | 35,39        | 4 696       | 37,36       |
|                          | Bryan Masson             | RN                       | RN                       | 4 008        | 35,39        | 4 696       | 37,36       |
|                          | Isabelle Utrago          | DVD                      | DVD                      | 1 129        | 9,97         |             |             |
|                          | Patrick Villardry        | DVD                      | DVD                      | 1 129        | 9,97         |             |             |
|                          |                          |                          |                          |              |              |             |             |
| Suffrages exprimés       | Suffrages exprimés       | Suffrages exprimés       | Suffrages exprimés       | 11 325       | 93,11        | 12 570      | 94,55       |
| Votes blancs             | Votes blancs             | Votes blancs             | Votes blancs             | 705          | 5,80         | 594         | 4,47        |
| Votes nuls               | Votes nuls               | Votes nuls               | Votes nuls               | 133          | 1,09         | 130         | 0,98        |
| Total                    | Total                    | Total                    | Total                    | 12 163       | 100          | 13 294      | 100         |
| Abstention               | Abstention               | Abstention               | Abstention               | 21 431       | 63,79        | 20 308      | 60,44       |
| Inscrits / participation | Inscrits / participation | Inscrits / participation | Inscrits / participation | 33 594       | 36,21        | 33 602      | 39,56       |

### Canton de Cannes-1
| Candidats                | Candidats                | Partis                   | Nuance                   | Premier tour | Premier tour | Second tour | Second tour |
| Candidats                | Candidats                | Partis                   | Nuance                   | Voix         | %            | Voix        | %           |
| ------------------------ | ------------------------ | ------------------------ | ------------------------ | ------------ | ------------ | ----------- | ----------- |
|                          | Joëlle Arini             | LR                       | UD                       | 4 281        | 50,65        | 6 127       | 65,66       |
|                          | Franck Chikli            | LR                       | UD                       | 4 281        | 50,65        | 6 127       | 65,66       |
|                          | Franck Galbert           | RN                       | RN                       | 2 833        | 33,52        | 3 205       | 34,34       |
|                          | Nathalie Pavard          | RN                       | RN                       | 2 833        | 33,52        | 3 205       | 34,34       |
|                          | Dominique Henrot         | PCF                      | UGE                      | 1 132        | 13,39        |             |             |
|                          | Flore Hugues             | PS                       | UGE                      | 1 132        | 13,39        |             |             |
|                          | Nadia Bourgeois-Chebah   | DLF                      | DSV                      | 206          | 2,44         |             |             |
|                          | Yves Javaudin            | DLF                      | DSV                      | 206          | 2,44         |             |             |
|                          |                          |                          |                          |              |              |             |             |
| Suffrages exprimés       | Suffrages exprimés       | Suffrages exprimés       | Suffrages exprimés       | 8 452        | 96,63        | 9 332       | 96,35       |
| Votes blancs             | Votes blancs             | Votes blancs             | Votes blancs             | 188          | 2,15         | 232         | 2,40        |
| Votes nuls               | Votes nuls               | Votes nuls               | Votes nuls               | 107          | 1,22         | 122         | 1,26        |
| Total                    | Total                    | Total                    | Total                    | 8 747        | 100          | 9 686       | 100         |
| Abstention               | Abstention               | Abstention               | Abstention               | 21 267       | 70,86        | 20 350      | 67,75       |
| Inscrits / participation | Inscrits / participation | Inscrits / participation | Inscrits / participation | 30 014       | 29,14        | 30 036      | 32,25       |

### Canton de Cannes-2
| Candidats                | Candidats                    | Partis                   | Nuance                   | Premier tour | Premier tour |
| Candidats                | Candidats                    | Partis                   | Nuance                   | Voix         | %            |
| ------------------------ | ---------------------------- | ------------------------ | ------------------------ | ------------ | ------------ |
|                          | David Lisnard                | LR                       | UD                       | 7 742        | 77,75        |
|                          | Alexandra Martin             | LR                       | UD                       | 7 742        | 77,75        |
|                          | Anne-Catherine Colin-Chauley | RN                       | RN                       | 1 560        | 15,67        |
|                          | Max Radoni                   | RN                       | RN                       | 1 560        | 15,67        |
|                          | Olivier Baconnet             | EÉLV                     | UGE                      | 656          | 6,59         |
|                          | Rafika Tranchart             | DVG                      | UGE                      | 656          | 6,59         |
|                          |                              |                          |                          |              |              |
| Suffrages exprimés       | Suffrages exprimés           | Suffrages exprimés       | Suffrages exprimés       | 9 958        | 98,54        |
| Votes blancs             | Votes blancs                 | Votes blancs             | Votes blancs             | 73           | 0,72         |
| Votes nuls               | Votes nuls                   | Votes nuls               | Votes nuls               | 75           | 0,74         |
| Total                    | Total                        | Total                    | Total                    | 10 106       | 100          |
| Abstention               | Abstention                   | Abstention               | Abstention               | 18 445       | 64,60        |
| Inscrits / participation | Inscrits / participation     | Inscrits / participation | Inscrits / participation | 28 551       | 35,40        |

### Canton du Cannet
| Candidats                | Candidats                | Partis                   | Nuance                   | Premier tour | Premier tour | Second tour | Second tour |
| Candidats                | Candidats                | Partis                   | Nuance                   | Voix         | %            | Voix        | %           |
| ------------------------ | ------------------------ | ------------------------ | ------------------------ | ------------ | ------------ | ----------- | ----------- |
|                          | Didier Carretero         | LR                       | UD                       | 3 569        | 35,19        | 7 265       | 66,03       |
|                          | Fleur Frison-Roche       | LR                       | UD                       | 3 569        | 35,19        | 7 265       | 66,03       |
|                          | Franck Laporte           | RN                       | RN                       | 3 030        | 29,87        | 3 737       | 33,97       |
|                          | Élisabeth Taousson       | RN                       | RN                       | 3 030        | 29,87        | 3 737       | 33,97       |
|                          | Jean-Jacques Bregeaut    | DVG                      | DVG                      | 1 234        | 12,17        |             |             |
|                          | Chantal Chasseriaud      | PS                       | DVG                      | 1 234        | 12,17        |             |             |
|                          | Mike Castro-Demaria      | LREM                     | UC                       | 1 198        | 11,81        |             |             |
|                          | Salima Grout             | LREM                     | UC                       | 1 198        | 11,81        |             |             |
|                          | Didier Cardon            | DVD                      | DVD                      | 1 112        | 10,96        |             |             |
|                          | Carline Di Sinno         | DVD                      | DVD                      | 1 112        | 10,96        |             |             |
|                          |                          |                          |                          |              |              |             |             |
| Suffrages exprimés       | Suffrages exprimés       | Suffrages exprimés       | Suffrages exprimés       | 10 143       | 96,00        | 11 002      | 94,92       |
| Votes blancs             | Votes blancs             | Votes blancs             | Votes blancs             | 369          | 3,49         | 508         | 4,38        |
| Votes nuls               | Votes nuls               | Votes nuls               | Votes nuls               | 54           | 0,51         | 81          | 0,70        |
| Total                    | Total                    | Total                    | Total                    | 10 566       | 100          | 11 591      | 100         |
| Abstention               | Abstention               | Abstention               | Abstention               | 21 289       | 66,83        | 20 276      | 63,63       |
| Inscrits / participation | Inscrits / participation | Inscrits / participation | Inscrits / participation | 31 855       | 33,17        | 31 867      | 36,37       |

### Canton de Contes
| Candidats                | Candidats                | Partis                   | Nuance                   | Premier tour | Premier tour | Second tour | Second tour |
| Candidats                | Candidats                | Partis                   | Nuance                   | Voix         | %            | Voix        | %           |
| ------------------------ | ------------------------ | ------------------------ | ------------------------ | ------------ | ------------ | ----------- | ----------- |
|                          | Valérie Tomasini         | PCF                      | COM                      | 4 669        | 41,03        | 6 371       | 49,45       |
|                          | Francis Tujague          | PCF                      | COM                      | 4 669        | 41,03        | 6 371       | 49,45       |
|                          | Céline Duquesne          | DVD                      | UD                       | 3 855        | 33,88        | 6 513       | 50,55       |
|                          | Sébastien Olharan        | LR                       | UD                       | 3 855        | 33,88        | 6 513       | 50,55       |
|                          | Alain Cardon             | RN                       | RN                       | 2 855        | 25,09        |             |             |
|                          | Marie-Dominique Tasso    | RN                       | RN                       | 2 855        | 25,09        |             |             |
|                          |                          |                          |                          |              |              |             |             |
| Suffrages exprimés       | Suffrages exprimés       | Suffrages exprimés       | Suffrages exprimés       | 11 379       | 96,71        | 12 884      | 95,45       |
| Votes blancs             | Votes blancs             | Votes blancs             | Votes blancs             | 205          | 1,74         | 396         | 2,93        |
| Votes nuls               | Votes nuls               | Votes nuls               | Votes nuls               | 182          | 1,55         | 218         | 1,62        |
| Total                    | Total                    | Total                    | Total                    | 11 766       | 100          | 13 498      | 100         |
| Abstention               | Abstention               | Abstention               | Abstention               | 16 942       | 59,01        | 15 214      | 52,99       |
| Inscrits / participation | Inscrits / participation | Inscrits / participation | Inscrits / participation | 28 708       | 40,99        | 28 712      | 47,01       |

### Canton de Grasse-1
| Candidats                | Candidats                | Partis                   | Nuance                   | Premier tour | Premier tour | Second tour | Second tour |
| Candidats                | Candidats                | Partis                   | Nuance                   | Voix         | %            | Voix        | %           |
| ------------------------ | ------------------------ | ------------------------ | ------------------------ | ------------ | ------------ | ----------- | ----------- |
|                          | Michèle Olivier          | LR                       | UD                       | 5 366        | 48,30        | 8 129       | 69,99       |
|                          | Jérôme Viaud             | LR                       | UD                       | 5 366        | 48,30        | 8 129       | 69,99       |
|                          | Jean-Claude Geay         | RN                       | RN                       | 2 753        | 24,78        | 3 485       | 30,01       |
|                          | Patricia Lespine         | RN                       | RN                       | 2 753        | 24,78        | 3 485       | 30,01       |
|                          | Laurent Boissée          | PS                       | UGE                      | 2 076        | 18,69        |             |             |
|                          | Marie-Chantal Guzman     | PCF                      | UGE                      | 2 076        | 18,69        |             |             |
|                          | Carine Icard             | SE                       | DIV                      | 914          | 8,23         |             |             |
|                          | David Varrone            | SE                       | DIV                      | 914          | 8,23         |             |             |
|                          |                          |                          |                          |              |              |             |             |
| Suffrages exprimés       | Suffrages exprimés       | Suffrages exprimés       | Suffrages exprimés       | 11 109       | 97,27        | 11 614      | 94,87       |
| Votes blancs             | Votes blancs             | Votes blancs             | Votes blancs             | 193          | 1,69         | 445         | 3,64        |
| Votes nuls               | Votes nuls               | Votes nuls               | Votes nuls               | 119          | 1,04         | 183         | 1,49        |
| Total                    | Total                    | Total                    | Total                    | 11 421       | 100          | 12 242      | 100         |
| Abstention               | Abstention               | Abstention               | Abstention               | 21 451       | 65,26        | 20 639      | 62,77       |
| Inscrits / participation | Inscrits / participation | Inscrits / participation | Inscrits / participation | 32 872       | 34,74        | 32 881      | 37,23       |

### Canton de Grasse-2
| Candidats                | Candidats                | Partis                   | Nuance                   | Premier tour | Premier tour | Second tour | Second tour |
| Candidats                | Candidats                | Partis                   | Nuance                   | Voix         | %            | Voix        | %           |
| ------------------------ | ------------------------ | ------------------------ | ------------------------ | ------------ | ------------ | ----------- | ----------- |
|                          | Marie-Louise Gourdon     | PS                       | UGE                      | 3 292        | 35,54        | 6 695       | 67,73       |
|                          | Mathieu Panciatici       | EÉLV                     | UGE                      | 3 292        | 35,54        | 6 695       | 67,73       |
|                          | Liliane Tomas            | RN                       | RN                       | 2 156        | 23,28        | 3 190       | 32,27       |
|                          | Jean-Yves Tussy          | RN                       | RN                       | 2 156        | 23,28        | 3 190       | 32,27       |
|                          | Christophe Chalier       | LR                       | UD                       | 1 830        | 19,76        |             |             |
|                          | Valérie Copin            | DVD                      | UD                       | 1 830        | 19,76        |             |             |
|                          | Jean-Paul Camerano       | DVC                      | UC                       | 831          | 8,97         |             |             |
|                          | Dominique Fillebeen      | LREM                     | UC                       | 831          | 8,97         |             |             |
|                          | Frédéric Ferrare         | SE                       | DIV                      | 611          | 6,60         |             |             |
|                          | Yamina Ghalouni          | SE                       | DIV                      | 611          | 6,60         |             |             |
|                          | Philippe Chiapelli       | DVD                      | DVD                      | 341          | 3,68         |             |             |
|                          | Myriam Lazreug           | DVD                      | DVD                      | 341          | 3,68         |             |             |
|                          | Gilles René Guillen      | SE                       | DIV                      | 202          | 2,18         |             |             |
|                          | Vivane Smutek-Fasel      | SE                       | DIV                      | 202          | 2,18         |             |             |
|                          |                          |                          |                          |              |              |             |             |
| Suffrages exprimés       | Suffrages exprimés       | Suffrages exprimés       | Suffrages exprimés       | 9 263        | 97,03        | 9 885       | 95,75       |
| Votes blancs             | Votes blancs             | Votes blancs             | Votes blancs             | 171          | 1,79         | 288         | 2,79        |
| Votes nuls               | Votes nuls               | Votes nuls               | Votes nuls               | 113          | 1,18         | 151         | 1,46        |
| Total                    | Total                    | Total                    | Total                    | 9 547        | 100          | 10 324      | 100         |
| Abstention               | Abstention               | Abstention               | Abstention               | 20 348       | 68,06        | 19 577      | 65,47       |
| Inscrits / participation | Inscrits / participation | Inscrits / participation | Inscrits / participation | 29 895       | 31,94        | 29 901      | 34,53       |

### Canton de Mandelieu-la-Napoule
| Candidats                | Candidats                | Partis                   | Nuance                   | Premier tour | Premier tour | Second tour | Second tour |
| Candidats                | Candidats                | Partis                   | Nuance                   | Voix         | %            | Voix        | %           |
| ------------------------ | ------------------------ | ------------------------ | ------------------------ | ------------ | ------------ | ----------- | ----------- |
|                          | David Konopnicki         | LR                       | UD                       | 7 888        | 61,23        | 10 153      | 73,65       |
|                          | Michèle Pagani           | LR                       | UD                       | 7 888        | 61,23        | 10 153      | 73,65       |
|                          | Nathalie Baron           | RN                       | RN                       | 3 170        | 24,61        | 3 632       | 26,35       |
|                          | Philippe Madiou          | RN                       | RN                       | 3 170        | 24,61        | 3 632       | 26,35       |
|                          | Nicolas Jarry            | GE                       | ECO                      | 1 123        | 8,72         |             |             |
|                          | Laure Teysserre          | GE                       | ECO                      | 1 123        | 8,72         |             |             |
|                          | André Gaucher            | DVG                      | UG                       | 701          | 5,44         |             |             |
|                          | Christine Schouver       | PCF                      | UG                       | 701          | 5,44         |             |             |
|                          |                          |                          |                          |              |              |             |             |
| Suffrages exprimés       | Suffrages exprimés       | Suffrages exprimés       | Suffrages exprimés       | 12 882       | 97,17        | 13 785      | 96,21       |
| Votes blancs             | Votes blancs             | Votes blancs             | Votes blancs             | 316          | 2,38         | 471         | 3,29        |
| Votes nuls               | Votes nuls               | Votes nuls               | Votes nuls               | 59           | 0,45         | 72          | 0,50        |
| Total                    | Total                    | Total                    | Total                    | 13 257       | 100          | 14 328      | 100         |
| Abstention               | Abstention               | Abstention               | Abstention               | 18 758       | 58,59        | 17 683      | 55,24       |
| Inscrits / participation | Inscrits / participation | Inscrits / participation | Inscrits / participation | 32 015       | 41,41        | 32 011      | 44,76       |

### Canton de Menton
| Candidats                | Candidats                | Partis                   | Nuance                   | Premier tour | Premier tour | Second tour | Second tour |
| Candidats                | Candidats                | Partis                   | Nuance                   | Voix         | %            | Voix        | %           |
| ------------------------ | ------------------------ | ------------------------ | ------------------------ | ------------ | ------------ | ----------- | ----------- |
|                          | Anthony Malvault         | LDP                      | RN                       | 4 361        | 41,15        | 5 455       | 45,36       |
|                          | Pascale Véran            | RN                       | RN                       | 4 361        | 41,15        | 5 455       | 45,36       |
|                          | Gabrielle Bineau         | LR                       | UD                       | 3 963        | 37,39        | 6 570       | 54,64       |
|                          | Patrick Césari           | LR                       | UD                       | 3 963        | 37,39        | 6 570       | 54,64       |
|                          | Laurent Lanquar-Castiel  | EÉLV                     | ECO                      | 996          | 9,40         |             |             |
|                          | Stéphanie Loisy          | EÉLV                     | ECO                      | 996          | 9,40         |             |             |
|                          | Frédéric Pellegrinetti   | PS                       | UG                       | 913          | 8,61         |             |             |
|                          | Fabienne Revillet        | PCF                      | UG                       | 913          | 8,61         |             |             |
|                          | Arnaud Albin             | DVD                      | DVD                      | 365          | 3,44         |             |             |
|                          | Laetitia Sanchez-Oussely | DVD                      | DVD                      | 365          | 3,44         |             |             |
|                          |                          |                          |                          |              |              |             |             |
| Suffrages exprimés       | Suffrages exprimés       | Suffrages exprimés       | Suffrages exprimés       | 10 598       | 96,42        | 12 025      | 94,78       |
| Votes blancs             | Votes blancs             | Votes blancs             | Votes blancs             | 212          | 1,93         | 395         | 3,11        |
| Votes nuls               | Votes nuls               | Votes nuls               | Votes nuls               | 182          | 1,66         | 267         | 2,10        |
| Total                    | Total                    | Total                    | Total                    | 10 992       | 100          | 12 687      | 100         |
| Abstention               | Abstention               | Abstention               | Abstention               | 21 975       | 66,66        | 20 286      | 61,52       |
| Inscrits / participation | Inscrits / participation | Inscrits / participation | Inscrits / participation | 32 967       | 33,34        | 32 973      | 38,48       |

### Canton de Nice-1
| Candidats                | Candidats                | Partis                   | Nuance                   | Premier tour | Premier tour | Second tour | Second tour |
| Candidats                | Candidats                | Partis                   | Nuance                   | Voix         | %            | Voix        | %           |
| ------------------------ | ------------------------ | ------------------------ | ------------------------ | ------------ | ------------ | ----------- | ----------- |
|                          | Valérie Sergi            | LR                       | UD                       | 3 355        | 44,12        | 5 815       | 67,83       |
|                          | Auguste Verola           | LR                       | UD                       | 3 355        | 44,12        | 5 815       | 67,83       |
|                          | Pierre Escondeur         | RN                       | RN                       | 2 313        | 30,42        | 2 758       | 32,17       |
|                          | Geneviève Pozzo Di Borgo | RN                       | RN                       | 2 313        | 30,42        | 2 758       | 32,17       |
|                          | Mireille Damiano         | DVG                      | DVG                      | 1 503        | 19,77        |             |             |
|                          | David Nakache            | G·s                      | DVG                      | 1 503        | 19,77        |             |             |
|                          | Alice Bernard-Montini    | MoDem                    | UC                       | 433          | 5,69         |             |             |
|                          | Jean-François Fouqué     | MoDem                    | UC                       | 433          | 5,69         |             |             |
|                          |                          |                          |                          |              |              |             |             |
| Suffrages exprimés       | Suffrages exprimés       | Suffrages exprimés       | Suffrages exprimés       | 7 604        | 96,06        | 8 573       | 94,55       |
| Votes blancs             | Votes blancs             | Votes blancs             | Votes blancs             | 162          | 2,05         | 305         | 3,36        |
| Votes nuls               | Votes nuls               | Votes nuls               | Votes nuls               | 150          | 1,89         | 189         | 2,08        |
| Total                    | Total                    | Total                    | Total                    | 7 916        | 100          | 9 067       | 100         |
| Abstention               | Abstention               | Abstention               | Abstention               | 17 487       | 68,84        | 16 340      | 64,31       |
| Inscrits / participation | Inscrits / participation | Inscrits / participation | Inscrits / participation | 25 403       | 31,16        | 25 407      | 35,69       |

### Canton de Nice-2
| Candidats                | Candidats                | Partis                   | Nuance                   | Premier tour | Premier tour | Second tour | Second tour |
| Candidats                | Candidats                | Partis                   | Nuance                   | Voix         | %            | Voix        | %           |
| ------------------------ | ------------------------ | ------------------------ | ------------------------ | ------------ | ------------ | ----------- | ----------- |
|                          | Bernard Asso             | LR                       | UD                       | 4 081        | 42,90        | 6 691       | 62,09       |
|                          | Françoise Monier         | LR                       | UD                       | 4 081        | 42,90        | 6 691       | 62,09       |
|                          | Christophe Daubenton     | RN                       | RN                       | 3 541        | 37,23        | 4 085       | 37,91       |
|                          | Valérie Delpech          | RN                       | RN                       | 3 541        | 37,23        | 4 085       | 37,91       |
|                          | Jacqueline Devier        | PS                       | UGE                      | 1 890        | 19,87        |             |             |
|                          | Christian Razeau         | MHAN                     | UGE                      | 1 890        | 19,87        |             |             |
|                          |                          |                          |                          |              |              |             |             |
| Suffrages exprimés       | Suffrages exprimés       | Suffrages exprimés       | Suffrages exprimés       | 9 512        | 95,92        | 10 776      | 94,06       |
| Votes blancs             | Votes blancs             | Votes blancs             | Votes blancs             | 232          | 2,34         | 401         | 3,50        |
| Votes nuls               | Votes nuls               | Votes nuls               | Votes nuls               | 173          | 1,74         | 280         | 2,44        |
| Total                    | Total                    | Total                    | Total                    | 9 917        | 100          | 11 457      | 100         |
| Abstention               | Abstention               | Abstention               | Abstention               | 21 482       | 68,42        | 19 932      | 63,50       |
| Inscrits / participation | Inscrits / participation | Inscrits / participation | Inscrits / participation | 31 399       | 31,58        | 31 389      | 36,50       |

### Canton de Nice-3
| Candidats                | Candidats                 | Partis                   | Nuance                   | Premier tour | Premier tour | Second tour | Second tour |
| Candidats                | Candidats                 | Partis                   | Nuance                   | Voix         | %            | Voix        | %           |
| ------------------------ | ------------------------- | ------------------------ | ------------------------ | ------------ | ------------ | ----------- | ----------- |
|                          | Yannick Bernard           | DVD                      | DVD                      | 2 869        | 33,05        | 5 770       | 62,28       |
|                          | Pascale Guit Nicol        | DVD                      | DVD                      | 2 869        | 33,05        | 5 770       | 62,28       |
|                          | Jeanne Casalonga          | RN                       | RN                       | 2 300        | 26,50        | 3 494       | 37,72       |
|                          | Marcel Duthilleul         | LDP                      | RN                       | 2 300        | 26,50        | 3 494       | 37,72       |
|                          | Emmanuelle Bihar          | SE                       | DIV                      | 2 027        | 23,35        |             |             |
|                          | Charles Scibetta          | DVD                      | DIV                      | 2 027        | 23,35        |             |             |
|                          | Anne Alunno               | PS                       | UGE                      | 1 299        | 14,97        |             |             |
|                          | Philippe Benassaya        | EÉLV                     | UGE                      | 1 299        | 14,97        |             |             |
|                          | Marie-Françoise Brasselet | LP                       | DSV                      | 185          | 2,13         |             |             |
|                          | Laurent Magri             | LP                       | DSV                      | 185          | 2,13         |             |             |
|                          |                           |                          |                          |              |              |             |             |
| Suffrages exprimés       | Suffrages exprimés        | Suffrages exprimés       | Suffrages exprimés       | 8 680        | 96,25        | 9 264       | 94,05       |
| Votes blancs             | Votes blancs              | Votes blancs             | Votes blancs             | 180          | 2,00         | 360         | 3,65        |
| Votes nuls               | Votes nuls                | Votes nuls               | Votes nuls               | 158          | 1,75         | 226         | 2,29        |
| Total                    | Total                     | Total                    | Total                    | 9 018        | 100          | 9 850       | 100         |
| Abstention               | Abstention                | Abstention               | Abstention               | 17 904       | 66,50        | 17 085      | 63,43       |
| Inscrits / participation | Inscrits / participation  | Inscrits / participation | Inscrits / participation | 26 922       | 33,50        | 26 935      | 36,57       |

### Canton de Nice-4
| Candidats                | Candidats                | Partis                   | Nuance                   | Premier tour | Premier tour | Second tour | Second tour |
| Candidats                | Candidats                | Partis                   | Nuance                   | Voix         | %            | Voix        | %           |
| ------------------------ | ------------------------ | ------------------------ | ------------------------ | ------------ | ------------ | ----------- | ----------- |
|                          | Caroline Migliore        | LR                       | UD                       | 3 784        | 40,42        | 6 171       | 59,94       |
|                          | Philippe Pradal          | LR                       | UD                       | 3 784        | 40,42        | 6 171       | 59,94       |
|                          | Jean Moucheboeuf         | RN                       | RN                       | 3 462        | 36,98        | 4 124       | 40,06       |
|                          | Raphaëlle Pondard        | RN                       | RN                       | 3 462        | 36,98        | 4 124       | 40,06       |
|                          | Raphaël Galmiche         | PS                       | UGE                      | 2 116        | 22,60        |             |             |
|                          | Nadja Graf               | EÉLV                     | UGE                      | 2 116        | 22,60        |             |             |
|                          |                          |                          |                          |              |              |             |             |
| Suffrages exprimés       | Suffrages exprimés       | Suffrages exprimés       | Suffrages exprimés       | 9 362        | 96,45        | 10 295      | 94,26       |
| Votes blancs             | Votes blancs             | Votes blancs             | Votes blancs             | 195          | 2,01         | 365         | 3,34        |
| Votes nuls               | Votes nuls               | Votes nuls               | Votes nuls               | 150          | 1,55         | 262         | 2,40        |
| Total                    | Total                    | Total                    | Total                    | 9 707        | 100          | 10 922      | 100         |
| Abstention               | Abstention               | Abstention               | Abstention               | 20 587       | 67,96        | 19 370      | 63,94       |
| Inscrits / participation | Inscrits / participation | Inscrits / participation | Inscrits / participation | 30 294       | 32,04        | 30 292      | 36,06       |

### Canton de Nice-5
| Candidats                | Candidats                | Partis                   | Nuance                   | Premier tour | Premier tour | Second tour | Second tour |
| Candidats                | Candidats                | Partis                   | Nuance                   | Voix         | %            | Voix        | %           |
| ------------------------ | ------------------------ | ------------------------ | ------------------------ | ------------ | ------------ | ----------- | ----------- |
|                          | Franck Martin            | LR                       | UD                       | 2 968        | 34,45        | 6 148       | 66,50       |
|                          | Catherine Moreau         | UDI                      | UD                       | 2 968        | 34,45        | 6 148       | 66,50       |
|                          | Norbert Marqueyrol       | RN                       | RN                       | 2 666        | 30,94        | 3 097       | 33,50       |
|                          | Chrystelle Oculi         | RN                       | RN                       | 2 666        | 30,94        | 3 097       | 33,50       |
|                          | Françoise Assus-Juttner  | PS                       | UGE                      | 2 132        | 24,74        |             |             |
|                          | Jean-Christophe Picard   | EÉLV                     | UGE                      | 2 132        | 24,74        |             |             |
|                          | Tassadit Derradj         | LREM                     | UC                       | 850          | 9,87         |             |             |
|                          | Jean-Philippe Pieggi     | LREM                     | UC                       | 850          | 9,87         |             |             |
|                          |                          |                          |                          |              |              |             |             |
| Suffrages exprimés       | Suffrages exprimés       | Suffrages exprimés       | Suffrages exprimés       | 8 616        | 96,23        | 9 245       | 93,50       |
| Votes blancs             | Votes blancs             | Votes blancs             | Votes blancs             | 208          | 2,32         | 408         | 4,13        |
| Votes nuls               | Votes nuls               | Votes nuls               | Votes nuls               | 130          | 1,45         | 235         | 2,38        |
| Total                    | Total                    | Total                    | Total                    | 8 954        | 100          | 9 888       | 100         |
| Abstention               | Abstention               | Abstention               | Abstention               | 19 801       | 68,86        | 18 865      | 65,61       |
| Inscrits / participation | Inscrits / participation | Inscrits / participation | Inscrits / participation | 28 755       | 31,14        | 28 753      | 34,39       |

### Canton de Nice-6
| Candidats                | Candidats                | Partis                   | Nuance                   | Premier tour | Premier tour | Second tour | Second tour |
| Candidats                | Candidats                | Partis                   | Nuance                   | Voix         | %            | Voix        | %           |
| ------------------------ | ------------------------ | ------------------------ | ------------------------ | ------------ | ------------ | ----------- | ----------- |
|                          | Jean-Pierre Lafitte      | LR                       | UD                       | 3 817        | 39,62        | 7 082       | 67,12       |
|                          | Martine Ouaknine         | LR                       | UD                       | 3 817        | 39,62        | 7 082       | 67,12       |
|                          | Sandra Morisot           | RN                       | RN                       | 3 075        | 31,92        | 3 470       | 32,88       |
|                          | Robert Ripoll            | RN                       | RN                       | 3 075        | 31,92        | 3 470       | 32,88       |
|                          | Redija Boukhalfa         | DVG                      | DVG                      | 1 719        | 17,84        |             |             |
|                          | Philippe Pellegrini      | PCF                      | DVG                      | 1 719        | 17,84        |             |             |
|                          | Marie Colomb             | TdP                      | UC                       | 1 023        | 10,62        |             |             |
|                          | Mohamed Fangar           | LREM                     | UC                       | 1 023        | 10,62        |             |             |
|                          |                          |                          |                          |              |              |             |             |
| Suffrages exprimés       | Suffrages exprimés       | Suffrages exprimés       | Suffrages exprimés       | 9 634        | 95,98        | 10 552      | 94,05       |
| Votes blancs             | Votes blancs             | Votes blancs             | Votes blancs             | 242          | 2,41         | 446         | 3,98        |
| Votes nuls               | Votes nuls               | Votes nuls               | Votes nuls               | 161          | 1,60         | 222         | 1,98        |
| Total                    | Total                    | Total                    | Total                    | 10 037       | 100          | 17 273      | 100         |
| Abstention               | Abstention               | Abstention               | Abstention               | 18 458       | 64,78        | 17 273      | 60,62       |
| Inscrits / participation | Inscrits / participation | Inscrits / participation | Inscrits / participation | 28 495       | 35,22        | 28 493      | 39,38       |

### Canton de Nice-7
| Candidats                | Candidats                | Partis                   | Nuance                   | Premier tour | Premier tour | Second tour | Second tour |
| Candidats                | Candidats                | Partis                   | Nuance                   | Voix         | %            | Voix        | %           |
| ------------------------ | ------------------------ | ------------------------ | ------------------------ | ------------ | ------------ | ----------- | ----------- |
|                          | Jean-Jacques Carlin      | DVD                      | UD                       | 2 774        | 42,89        | 4 484       | 63,13       |
|                          | Fatima Khaldi            | LR                       | UD                       | 2 774        | 42,89        | 4 484       | 63,13       |
|                          | Audrey Bertone           | RN                       | RN                       | 2 158        | 33,37        | 2 619       | 36,87       |
|                          | Philippe Carlin          | RN                       | RN                       | 2 158        | 33,37        | 2 619       | 36,87       |
|                          | Sophie Bournot-Poulet    | PCF                      | UGE                      | 1 262        | 19,51        |             |             |
|                          | Xavier Garcia            | PS                       | UGE                      | 1 262        | 19,51        |             |             |
|                          | Chantal Beaudet          | SE                       | DIV                      | 273          | 4,22         |             |             |
|                          | Patrice Benoit           | SE                       | DIV                      | 273          | 4,22         |             |             |
|                          |                          |                          |                          |              |              |             |             |
| Suffrages exprimés       | Suffrages exprimés       | Suffrages exprimés       | Suffrages exprimés       | 6 467        | 95,37        | 7 103       | 93,93       |
| Votes blancs             | Votes blancs             | Votes blancs             | Votes blancs             | 6 781        | 70,69        | 299         | 3,95        |
| Votes nuls               | Votes nuls               | Votes nuls               | Votes nuls               | 136          | 2,01         | 160         | 2,12        |
| Total                    | Total                    | Total                    | Total                    | 6 781        | 100          | 7 562       | 100         |
| Abstention               | Abstention               | Abstention               | Abstention               | 16 358       | 70,69        | 15 582      | 67,33       |
| Inscrits / participation | Inscrits / participation | Inscrits / participation | Inscrits / participation | 23 139       | 29,31        | 23 144      | 32,67       |

### Canton de Nice-8
| Candidats                | Candidats                  | Partis                   | Nuance                   | Premier tour | Premier tour | Second tour | Second tour |
| Candidats                | Candidats                  | Partis                   | Nuance                   | Voix         | %            | Voix        | %           |
| ------------------------ | -------------------------- | ------------------------ | ------------------------ | ------------ | ------------ | ----------- | ----------- |
|                          | Odile Tixier de Gubernatis | RN                       | RN                       | 2 355        | 38,26        | 2 857       | 42,33       |
|                          | Thierry Venem              | RN                       | RN                       | 2 355        | 38,26        | 2 857       | 42,33       |
|                          | Bernard Chaix              | LR                       | UD                       | 2 282        | 37,08        | 3 892       | 57,67       |
|                          | Anne Ramos                 | LR                       | UD                       | 2 282        | 37,08        | 3 892       | 57,67       |
|                          | Anne-Laure Chaintron       | LFI                      | UG                       | 1 252        | 20,34        |             |             |
|                          | Robert Injey               | PCF                      | UG                       | 1 252        | 20,34        |             |             |
|                          | Fafa Bouamama              | DVG                      | DIV                      | 266          | 4,32         |             |             |
|                          | Samuel Mauro               | DVG                      | DIV                      | 266          | 4,32         |             |             |
|                          |                            |                          |                          |              |              |             |             |
| Suffrages exprimés       | Suffrages exprimés         | Suffrages exprimés       | Suffrages exprimés       | 6 155        | 94,87        | 6 749       | 93,09       |
| Votes blancs             | Votes blancs               | Votes blancs             | Votes blancs             | 199          | 3,07         | 315         | 4,34        |
| Votes nuls               | Votes nuls                 | Votes nuls               | Votes nuls               | 134          | 2,07         | 186         | 2,57        |
| Total                    | Total                      | Total                    | Total                    | 6 488        | 100          | 7 250       | 100         |
| Abstention               | Abstention                 | Abstention               | Abstention               | 14 907       | 69,68        | 14 143      | 66,11       |
| Inscrits / participation | Inscrits / participation   | Inscrits / participation | Inscrits / participation | 21 395       | 30,32        | 21 393      | 33,89       |

### Canton de Nice-9
| Candidats                | Candidats                | Partis                   | Nuance                   | Premier tour | Premier tour | Second tour | Second tour |
| Candidats                | Candidats                | Partis                   | Nuance                   | Voix         | %            | Voix        | %           |
| ------------------------ | ------------------------ | ------------------------ | ------------------------ | ------------ | ------------ | ----------- | ----------- |
|                          | Gaëlle Frontoni          | LR                       | UD                       | 2 782        | 37,86        | 4 853       | 60,82       |
|                          | Philippe Soussi          | LREM                     | UD                       | 2 782        | 37,86        | 4 853       | 60,82       |
|                          | Virginie Acchiardo       | RN                       | RN                       | 2 728        | 37,13        | 3 126       | 39,18       |
|                          | Laurent Merengone        | RN                       | RN                       | 2 728        | 37,13        | 3 126       | 39,18       |
|                          | Valérie Auguste          | EÉLV                     | UGE                      | 1 838        | 25,01        |             |             |
|                          | Saber Gasmi              | EÉLV                     | UGE                      | 1 838        | 25,01        |             |             |
|                          |                          |                          |                          |              |              |             |             |
| Suffrages exprimés       | Suffrages exprimés       | Suffrages exprimés       | Suffrages exprimés       | 7 348        | 95,23        | 7 979       | 93,35       |
| Votes blancs             | Votes blancs             | Votes blancs             | Votes blancs             | 210          | 2,72         | 363         | 4,25        |
| Votes nuls               | Votes nuls               | Votes nuls               | Votes nuls               | 158          | 2,05         | 205         | 2,40        |
| Total                    | Total                    | Total                    | Total                    | 7 716        | 100          | 8 547       | 100         |
| Abstention               | Abstention               | Abstention               | Abstention               | 14 955       | 65,97        | 14 111      | 62,28       |
| Inscrits / participation | Inscrits / participation | Inscrits / participation | Inscrits / participation | 22 671       | 34,03        | 22 658      | 37,72       |

### Canton de Tourrette-Levens
| Candidats                | Candidats                | Partis                   | Nuance                   | Premier tour | Premier tour |
| Candidats                | Candidats                | Partis                   | Nuance                   | Voix         | %            |
| ------------------------ | ------------------------ | ------------------------ | ------------------------ | ------------ | ------------ |
|                          | Éric Ciotti              | LR                       | UD                       | 8 543        | 63,28        |
|                          | Christelle d'Intorni     | LR                       | UD                       | 8 543        | 63,28        |
|                          | Linda Dalmasso           | RN                       | RN                       | 2 510        | 18,59        |
|                          | Gabriel Tomatis          | RN                       | RN                       | 2 510        | 18,59        |
|                          | Michel Chevallier        | PCF                      | UG                       | 2 447        | 18,13        |
|                          | Marie-Pascal Etourneau   | PS                       | UG                       | 2 447        | 18,13        |
|                          |                          |                          |                          |              |              |
| Suffrages exprimés       | Suffrages exprimés       | Suffrages exprimés       | Suffrages exprimés       | 13 500       | 95,41        |
| Votes blancs             | Votes blancs             | Votes blancs             | Votes blancs             | 352          | 2,49         |
| Votes nuls               | Votes nuls               | Votes nuls               | Votes nuls               | 298          | 2,11         |
| Total                    | Total                    | Total                    | Total                    | 14 150       | 100          |
| Abstention               | Abstention               | Abstention               | Abstention               | 16 890       | 54,41        |
| Inscrits / participation | Inscrits / participation | Inscrits / participation | Inscrits / participation | 31 040       | 45,59        |

### Canton de Valbonne
| Candidats                | Candidats                   | Partis                   | Nuance                   | Premier tour | Premier tour | Second tour | Second tour |
| Candidats                | Candidats                   | Partis                   | Nuance                   | Voix         | %            | Voix        | %           |
| ------------------------ | --------------------------- | ------------------------ | ------------------------ | ------------ | ------------ | ----------- | ----------- |
|                          | Vanessa Lellouche           | LR                       | UD                       | 2 762        | 29,82        | 7 198       | 74,03       |
|                          | Gérald Lombardo             | LR                       | UD                       | 2 762        | 29,82        | 7 198       | 74,03       |
|                          | Anne-Marie Ameglio          | RN                       | RN                       | 2 135        | 23,05        | 2 525       | 25,97       |
|                          | William Verges              | RN                       | RN                       | 2 135        | 23,05        | 2 525       | 25,97       |
|                          | Gérard Boutboul             | LREM                     | UC                       | 1 555        | 16,79        |             |             |
|                          | Audrey Ifergan              | LREM                     | UC                       | 1 555        | 16,79        |             |             |
|                          | Myriam Comanducci-Cassarini | CÉ                       | ECO                      | 1 539        | 16,62        |             |             |
|                          | Jean-Marc Governatori       | CÉ                       | ECO                      | 1 539        | 16,62        |             |             |
|                          | Luc Gane                    | LFI                      | UG                       | 1 270        | 13,71        |             |             |
|                          | Lise Grant-Agnel            | G.s                      | UG                       | 1 270        | 13,71        |             |             |
|                          |                             |                          |                          |              |              |             |             |
| Suffrages exprimés       | Suffrages exprimés          | Suffrages exprimés       | Suffrages exprimés       | 9 261        | 96,33        | 9 723       | 94,27       |
| Votes blancs             | Votes blancs                | Votes blancs             | Votes blancs             | 290          | 3,02         | 503         | 4,88        |
| Votes nuls               | Votes nuls                  | Votes nuls               | Votes nuls               | 63           | 0,66         | 88          | 0,85        |
| Total                    | Total                       | Total                    | Total                    | 9 614        | 100          | 10 314      | 100         |
| Abstention               | Abstention                  | Abstention               | Abstention               | 17 775       | 64,90        | 17 078      | 62,35       |
| Inscrits / participation | Inscrits / participation    | Inscrits / participation | Inscrits / participation | 27 389       | 35,10        | 27 392      | 37,65       |

### Canton de Vence
| Candidats                | Candidats                | Partis                   | Nuance                   | Premier tour | Premier tour | Second tour | Second tour |
| Candidats                | Candidats                | Partis                   | Nuance                   | Voix         | %            | Voix        | %           |
| ------------------------ | ------------------------ | ------------------------ | ------------------------ | ------------ | ------------ | ----------- | ----------- |
|                          | Charles Ange Ginésy      | LR                       | UD                       | 6 957        | 59,71        | 9 281       | 75,99       |
|                          | Anne Sattonnet           | LR                       | UD                       | 6 957        | 59,71        | 9 281       | 75,99       |
|                          | Iris Biondo              | RN                       | RN                       | 2 508        | 21,53        | 2 933       | 24,01       |
|                          | Jean-Pierre Daugreilh    | RN                       | RN                       | 2 508        | 21,53        | 2 933       | 24,01       |
|                          | Jean-Louis Fiori         | PCF                      | DVG                      | 2 186        | 18,76        |             |             |
|                          | Agnès Prezeau            | DVG                      | DVG                      | 2 186        | 18,76        |             |             |
|                          |                          |                          |                          |              |              |             |             |
| Suffrages exprimés       | Suffrages exprimés       | Suffrages exprimés       | Suffrages exprimés       | 11 651       | 95,74        | 12 214      | 93,81       |
| Votes blancs             | Votes blancs             | Votes blancs             | Votes blancs             | 419          | 3,44         | 611         | 4,69        |
| Votes nuls               | Votes nuls               | Votes nuls               | Votes nuls               | 100          | 0,82         | 195         | 1,50        |
| Total                    | Total                    | Total                    | Total                    | 12 170       | 100          | 1 320       | 100         |
| Abstention               | Abstention               | Abstention               | Abstention               | 18 394       | 60,18        | 17 547      | 57,41       |
| Inscrits / participation | Inscrits / participation | Inscrits / participation | Inscrits / participation | 30 564       | 39,82        | 30 567      | 42,59       |

### Canton de Villeneuve-Loubet
| Candidats                | Candidats                | Partis                   | Nuance                   | Premier tour | Premier tour | Second tour | Second tour |
| Candidats                | Candidats                | Partis                   | Nuance                   | Voix         | %            | Voix        | %           |
| ------------------------ | ------------------------ | ------------------------ | ------------------------ | ------------ | ------------ | ----------- | ----------- |
|                          | Marie Bennassayag        | LR                       | UD                       | 4 619        | 49,29        | 7 327       | 70,68       |
|                          | Michel Rossi             | LR                       | UD                       | 4 619        | 49,29        | 7 327       | 70,68       |
|                          | Karin Hartmann           | RN                       | RN                       | 2 584        | 27,57        | 3 039       | 29,32       |
|                          | Jean-Pierre Vincendet    | RN                       | RN                       | 2 584        | 27,57        | 3 039       | 29,32       |
|                          | Pascale Dehaene          | TdP                      | UC                       | 1 670        | 17,82        |             |             |
|                          | Mathieu Soler            | LREM                     | UC                       | 1 670        | 17,82        |             |             |
|                          | Marie-Line Le Pavic      | SE                       | DIV                      | 499          | 5,32         |             |             |
|                          | Gilles Micoulin          | SE                       | DIV                      | 499          | 5,32         |             |             |
|                          |                          |                          |                          |              |              |             |             |
| Suffrages exprimés       | Suffrages exprimés       | Suffrages exprimés       | Suffrages exprimés       | 9 372        | 93,23        | 10 366      | 94,23       |
| Votes blancs             | Votes blancs             | Votes blancs             | Votes blancs             | 600          | 5,97         | 547         | 4,97        |
| Votes nuls               | Votes nuls               | Votes nuls               | Votes nuls               | 81           | 0,81         | 88          | 0,80        |
| Total                    | Total                    | Total                    | Total                    | 10 053       | 100          | 11 001      | 100         |
| Abstention               | Abstention               | Abstention               | Abstention               | 17 217       | 63,14        | 16 271      | 59,66       |
| Inscrits / participation | Inscrits / participation | Inscrits / participation | Inscrits / participation | 27 270       | 36,86        | 27 272      | 40,34       |